# Sneaker

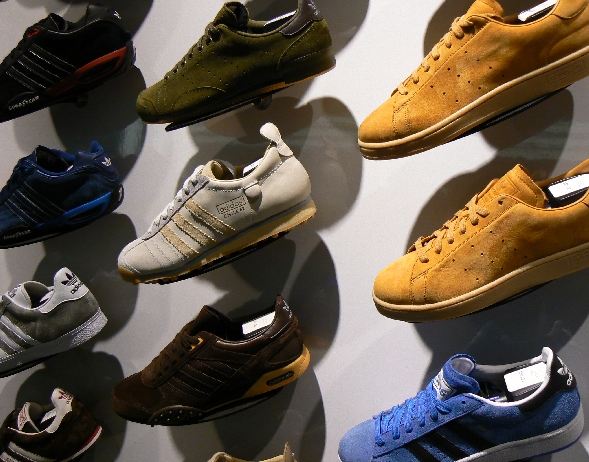
Sneakers

Ein Sneaker (englisch to sneak ‚schleichen‘; Mehrzahl Sneakers oder eingedeutscht Sneaker) ist ein im Alltag getragener turnschuhähnlicher Schuh. Im US-amerikanischen Englisch ist Sneakers ein Sammelbegriff für Sportschuhe und bezeichnet Schuhe, die sowohl während sportlicher Betätigung als auch im Alltag getragen werden können. Im Deutschen wird der Begriff Sneaker hingegen meist auf im Alltag getragene, sportlich aussehende Schuhe angewendet. Er ist somit enger gefasst als im amerikanischen Englisch. Im britischen Englisch bezeichnet „sneaker“ nur einen Turnschuh mit Canvas-Schaft und Gummisohle.

## Geschichte
Die ersten Sportschuhe wurden um 1860 in England (und etwa zeitgleich in den USA) als Croquetschuhe mit flexibler Gummisohle und einem Schaft aus Leinen hergestellt. Die knapp über dem Boden liegende, den Schuh umlaufende, farblich kontrastierende Linie auf dem Gummisohlenrand trug diesen Modellen den Namen Plimsolls ein (nach dem Erfinder der Ladelinie bei Schiffen, Samuel Plimsoll). 1917 kamen in den USA die Keds genannten und von der U.S. Rubber Company in Massenfertigung produzierten Sneakers (für Kinder) auf den Markt und wurden von den Erwachsenen schon bald als Sportschuhe (Tennis) für geeignet befunden.
Der Begriff „Sneaker“ soll um 1917 durch den Werbefachmann Henry Nelson McKinney zu englisch to sneak ‚schleichen‘ wegen des leisen Auftritts der Sohlen geprägt worden sein; denn außer Mokassins hatten bis dahin alle Schuhe bedingt durch die Ledersohlen einen lauten Auftritt (engl. to sneak: schleichen). In den 1950er Jahren ließ sich Teenikone James Dean mit Sneakers ablichten. Der Begriff „Turnschuhgeneration“ belegt, wie sich Sneaker in den 1980er Jahren bei Jugendlichen im deutschsprachigen Raum durchsetzten.
Als ursprünglicher Grund für das Tragen von Sportschuhen im Alltag wurde die sich auch in der Kleidung manifestierende Protesthaltung der Jugend gegen das herrschende Establishment und die Erwachsenenkultur vermutet, die glanzpolierte Lederhalbschuhe bevorzugte. Zu ihrer weiteren Verbreitung trugen auch der wesentlich geringere Pflegeaufwand (kein Glanz und keine Lederpflege, da größtenteils Kunstfaserschäfte) und die im Vergleich zu hochwertigen Lederschuhen günstigeren Preise der durch billige Massenfertigung (angespritzte und vulkanisierte Machart) hergestellten Sneaker bei.

## Begriffsdifferenzierungen und Varianten

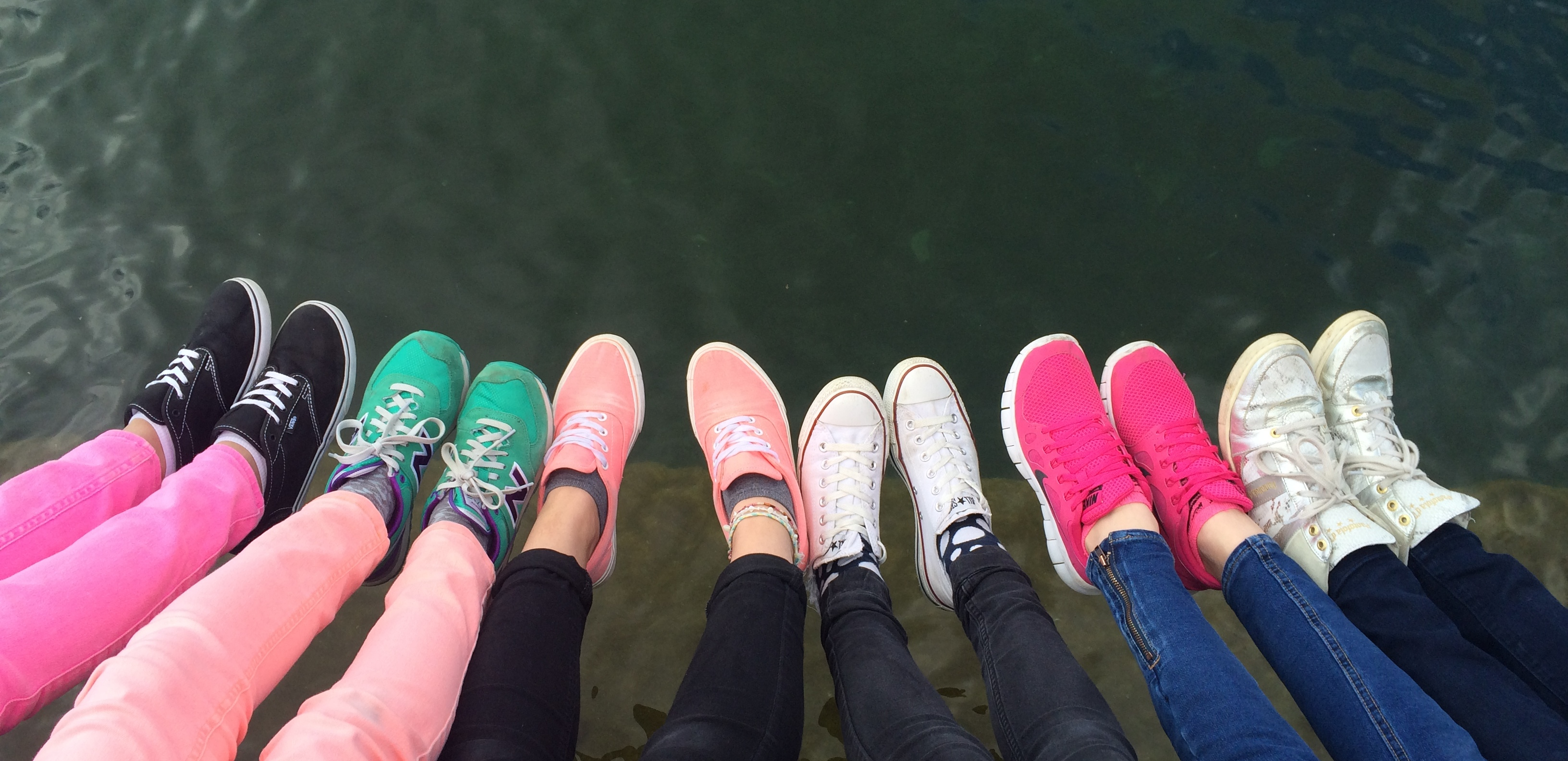
Verschiedene Sneaker

Im deutschsprachigen Raum wird der Begriff „Sneaker“ zur Kategorisierung spezifischer Schuhmodelle im allgemeinen Sprachgebrauch und im Marketing erst seit den späten 1990er Jahren verwendet. Zuvor wurde von „Turnschuhen“ oder „Sportschuhen“ gesprochen (als sich etwa Joschka Fischer im Jahr 1985 „in Turnschuhen“ als Landesminister vereidigen ließ und spöttisch „Turnschuhminister“ genannt wurde). Den Begriff „Turnschuh“ zu vermeiden und stattdessen von „Sneaker“ und „Sportschuh“ zu sprechen, ist also im Zuge der fortschreitenden Verwendung von Anglizismen etwa seit der Jahrtausendwende üblich geworden. Diese sprachliche Differenzierung ist sinnvoll, da seit dieser Zeit „Sneaker“ auch in Deutschland explizit als eben solche produziert und beworben werden. Die Kategorie „Sportschuh“ umfasst seitdem Schuhe, die für den tatsächlichen Einsatz im Sport entwickelt werden und die neben ihrem modischen Erscheinungsbild diesbezügliche Funktionen übernehmen. Der Begriff „Sneaker“ bezeichnet hingegen modische Schuhe zum Tragen im alltäglichen Freizeitbereich (weniger im Berufsleben oder zu offiziellen Anlässen), die in sportschuh-ähnlicher Optik designt und produziert werden, jedoch nur sekundär sportliche Funktionen erfüllen.
In den englischsprachigen Ländern, vor allem in den Vereinigten Staaten und im Vereinigten Königreich, wird nach dem Verwendungszweck der Schuhe (Alltag oder Sport) innerhalb der „Sneakerszene“ (einer unter den Jugendlichen und jungen Erwachsenen etablierten und weit verbreiteten Sneakerkultur) zwischen Sneakers (Trainers, Joints, Kicks, Grips) und Performance-Sneakers (je nach Einzelfall Hallensportschuhe, Laufschuhe usw.) differenziert. In den meisten Fällen verschwimmen diese Grenzen aber. Das gilt insbesondere bei Sportschuhen für Skater und Basketballer, die sowohl als Sportschuhe wie auch als Sneaker getragen werden.
So genannte Re-issues (dt.: Neuauflagen) sind Sportschuhmodelle (Basketballschuhe, Leichtathletikschuhe, Tennisschuhe, Bowlingschuhe usf.), die früher verbreitet waren und heute erneut produziert werden.
Insgesamt ist die Zahl der unterschiedlichen Modelle in den letzten Jahrzehnten stark angestiegen, was am Beispiel der USA deutlich wird. So gab es 1970 in den USA fünf unterschiedliche Modelle, 1998 waren es 285 und 2012 wurden 3371 verschiedene Sneaker-Modelle gezählt.

## Merkmale und Herstellung
Dem Sneaker liegt als Schaftschnitt der sogenannte Oxfordschnitt zugrunde. Als Boden dient heute meist ein Sandwichboden aus verschiedenen einzelnen Kunststoffschichten, der zumeist eine sehr gute Dämpfung bewirkt und einen Langkeilabsatz zeigt. Zum Fuß hin soll eine Einlegesohle für ein besseres Schuhklima (Schweißaufnahme) sorgen, zugleich schont sie die Brandsohle (Innensohle) des Schuhs. Die Laufsohle ist sportschuhtypisch abriebfest, mit gutem Grip und leichtem Profil aus Gummi. Der Schaft besteht überwiegend aus Kunstfasern, zusätzliche Verstärkungen sind oft aus (Rau-)Leder. Auffällig ist der häufig helle (weiße) oder sogar mehrfarbige Schaft, der zusätzlich meist das Emblem des Herstellers zeigt. Sneaker werden, wie andere Sportschuhe auch, fast ausschließlich in angespritzter Machart (Herstellungsverfahren) mit einer gestrobelten Innensohle aus Natur-Kunststofffaser-Gemisch in fernöstlichen Billiglohnländern produziert.
Das höherpreisige Marktsegment wird fast ausschließlich von den drei großen Sportschuhherstellern (Adidas, Nike, Puma) beherrscht. Zahlreiche Premium-Modelabel (Replay, Diesel, Prada, Dolce & Gabbana, Gucci und andere) stellen inzwischen ebenfalls Sneaker her. Auch im mittleren und unteren Preissegment gibt es etliche Schuhhersteller, die Schuhe im „Sneaker“-Design produzieren.
Einige Hersteller produzieren Sneaker-Modelle in begrenzter Stückzahl unterhalb der Nachfrage. Der Fachbegriff dazu heißt Künstliche Knappheit. Das führt dazu, dass sich nicht jeder Interessent das Produkt kaufen kann, selbst wenn der vom Hersteller aufgerufene Preis für den Interessenten erschwinglich ist. Die Webseiten der Hersteller arbeiten nach dem Prinzip First Come, First Served. Der Verkaufsstart vieler Sneaker wird im Vorfeld angekündigt. Bei begehrten Modellen versuchen manche Interessenten, den Kauf schnellstmöglich zu tätigen. Die vom Hersteller bereitgestellten Bestände sind dabei nach Sekunden ausverkauft. Teilweise platzieren Kunden ihre Bestellungen automatisiert und in großer Anzahl, um eine möglichst hohe Chance zu haben, ein Modell zu erhalten. „Scalper“ kaufen die Sneaker nicht aus eigenem Interesse, sondern mit dem Hintergedanken, sie zu einem höheren Preis weiterzuverkaufen. Dies geschieht zum Beispiel, wenn der Bestand beim Hersteller ausgeschöpft ist. Dieses Phänomen ist auch in anderen Branchen zu sehen, zum Beispiel bei Spielkonsolen (PlayStation 5 als bekanntes Beispiel) und Grafikkarten während der COVID-19-Pandemie (und der gleichzeitig aufgetretenen Chipkrise) und den dabei vorherrschenden Lieferengpässen. Um das Wiederverkaufen von limitierten Sneakern ist ein eigener Markt entstanden. Spezialisierte Webseiten schätzen den aktuellen Wert eines Sneakers. Bekanntes Beispiel ist StockX.

## Zielgruppe und Träger

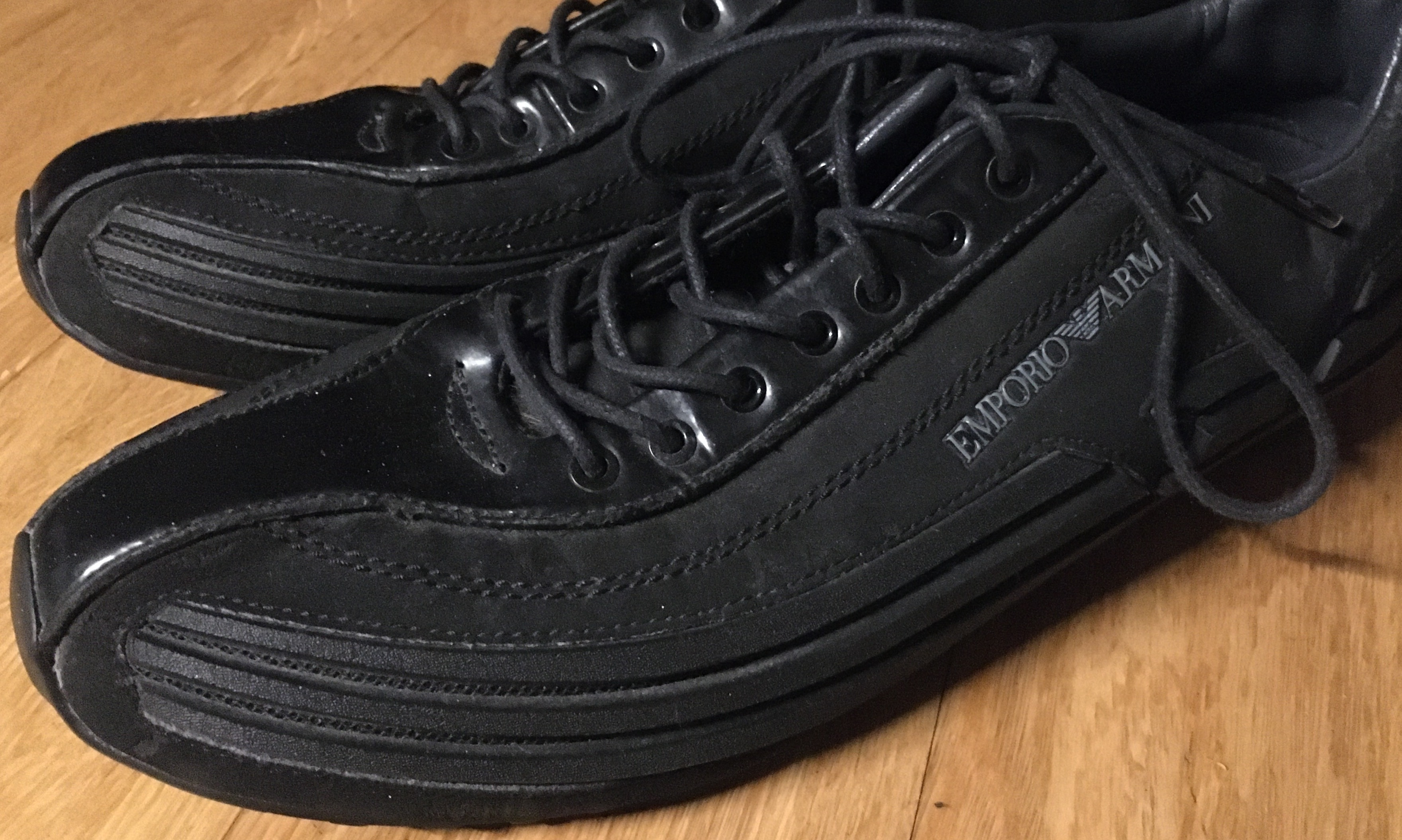
Edelsneaker aus einer Kooperation des Modeunternehmens Armani mit dem japanischen Sportartikelhersteller Mizuno, etwa 2006

Die Zielgruppe für Sneaker sind vor allem Jugendliche und junge Erwachsene. Neben dieser Hauptzielgruppe werden Sneaker auch von Erwachsenen zu bestimmten Freizeitgelegenheiten getragen. Edelsneaker werden aufgrund ihres meist deutlich höheren Ladenpreises vornehmlich von finanziell gutgestellten Erwachsenen gekauft.

## Beispiele für Sneakermodelle
- Chuck Taylor All Star
- Vans (Old Skool, Authentic, Slip-On, Sk8-Hi)
- Adidas Superstar
- Adidas Stan Smith
- Nike Air Force 1
- Nike Air Max
- Nike Free
- Nike Mag